# Les Hauts de Forterre
Les Hauts de Forterre ist eine französische Gemeinde mit 481 Einwohnern (Stand: 1. Januar 2022) im Département Yonne in der Region Bourgogne-Franche-Comté; sie gehört zum Arrondissement Auxerre. Die Gemeinde ist Teil des Kantons Vincelles. 

## Geographie
Les Hauts de Forterre liegt etwa 25 Kilometer südwestlich von Auxerre. Umgeben wird Les Hauts de Forterre von den Nachbargemeinden Ouanne im Norden, Merry-Sec im Nordosten, Courson-les-Carrières im Osten, Druyes-les-Belles-Fontaines im Süden, Sougères-en-Puisaye im Südwesten sowie Sementron im Westen und Nordwesten.

## Gliederung
| Ortsteil                   | ehemaliger INSEE-Code | Fläche (km²) | Einwohnerzahl (2022) |
| -------------------------- | --------------------- | ------------ | -------------------- |
| Fontenailles               | 89174                 | 02,76        | 070                  |
| Molesmes                   | 89260                 | 09,50        | 165                  |
| Taingy (Verwaltungssitz)00 | 89405                 | 20,81        | 246                  |

## Sehenswürdigkeiten
- Kirche Saint-Martin in Taingy, Monument historique seit 1926
- Kirche Saint-Léger in Fontenailles
- Kirche Notre-Dame von Molesmes, Monument historique

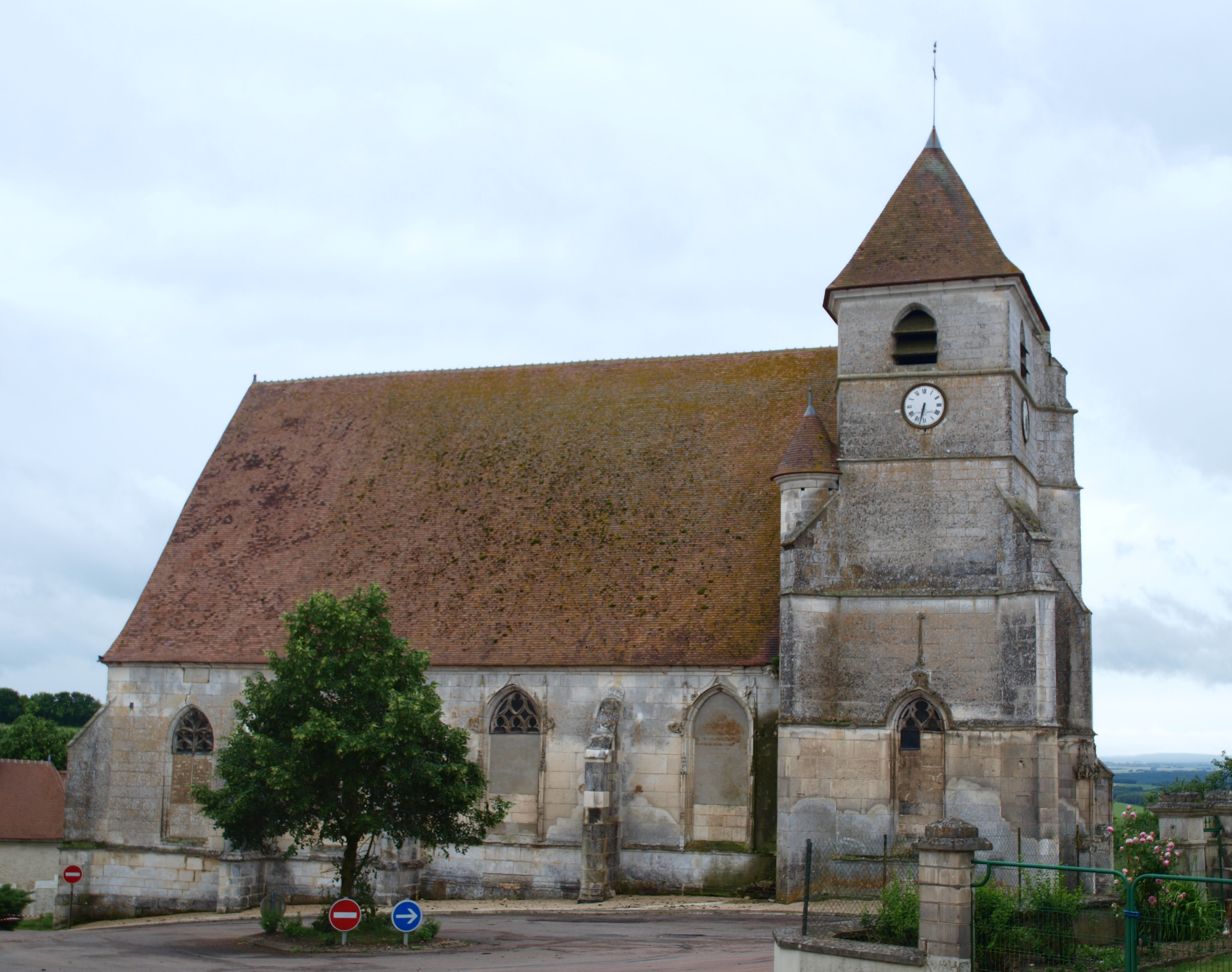
Kirche Saint-Martin
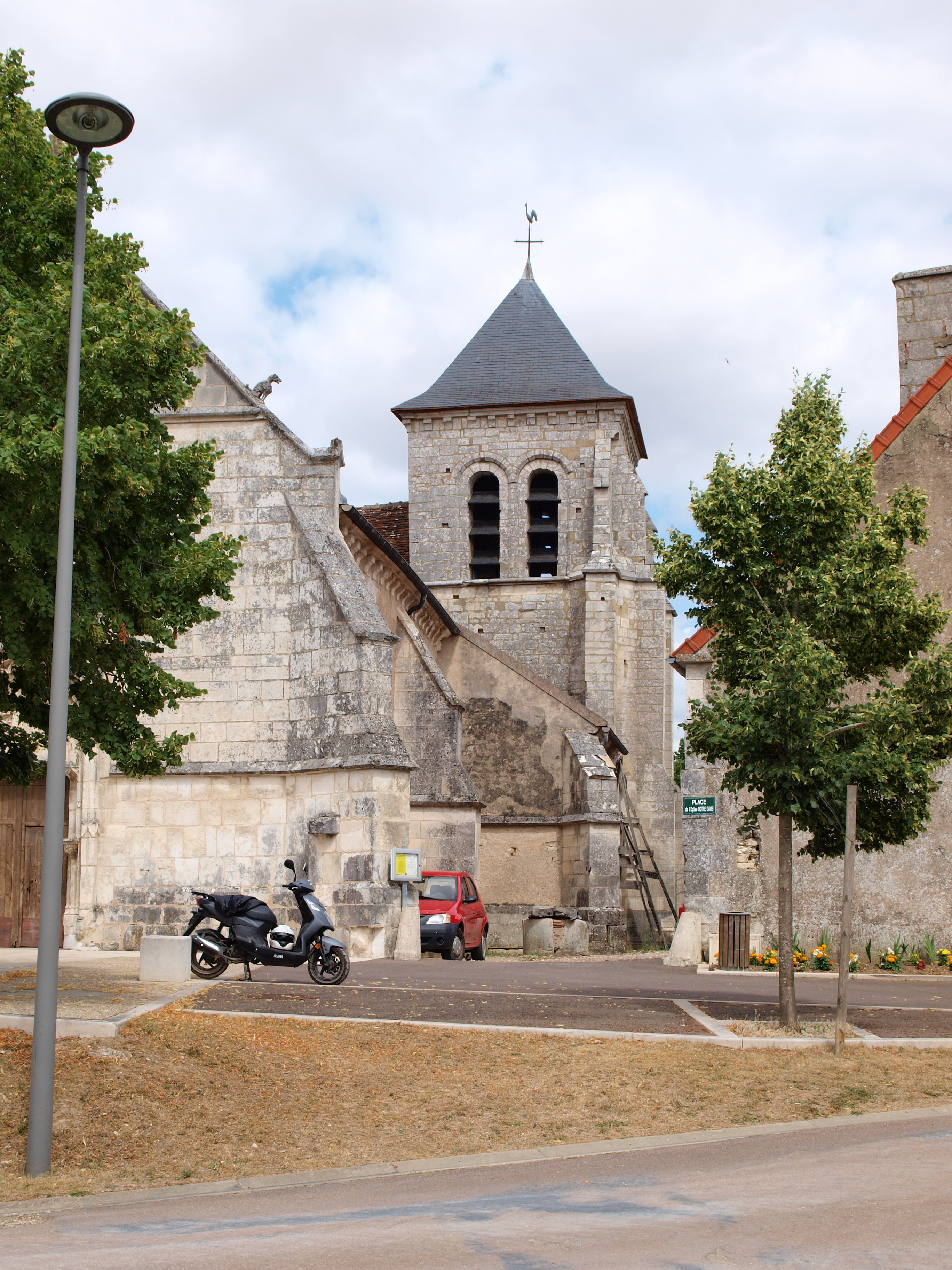
Kirche Notre-Dame